# Ziljica
Ziljica (tudi Jezernica, italijansko Rio del Lago ali torrente Slizza, nemško Gailitz) je reka, ki izvira pod Nevejskim prevalom v Italiji in teče po Rabeljski oz. Jezerski dolini preko Rabeljskega jezera skozi Rabelj proti Trbižu, kjer z zahoda priteče vanjo Trebiža, pri Vratih - Megvarjah (Thörl-Maglern), prečka mejo z Avstrijo, teče mimo istoimenskega naselja Gailitz (Ziljica) pri Podkloštru, kjer se nato v bližini nje izliva v Ziljo.